# Джефферсон (округ, Висконсин)
Округ Джефферсон (англ. Jefferson County) располагается в США, штате Висконсин. По состоянию на 2010 год, численность населения составляла 83 686 человек. Получил своё название по имени третьего президента США Томаса Джефферсона.

## География
По данным Бюро переписи США, общая площадь округа равняется 1 510 км², из которых 1 440 км² суша и 67 км² или 4,42 % это водоёмы.

### Соседние округа
- Додж (Висконсин) — север
- Уокешо (Висконсин) — восток
- Уолуэрт (Висконсин) — юго-восток
- Рок (Висконсин) — юго-запад
- Дейн (Висконсин) — запад

## Демография
По данным переписи населения 2000 года в округе проживает 83 686 жителей в составе 32 117 домашних хозяйств и 21 872 семей. Плотность населения составляет 51 человек на км². На территории округа насчитывается 30 092 жилых строения, при плотности застройки 21 строений на км². Расовый состав населения: белые — 96,34 %, афроамериканцы — 0,28 %, коренные американцы (индейцы) — 0,34 %, азиаты — 0,45 %, гавайцы — 0,02 %, представители других рас — 1,65 %, представители двух или более рас — 0,93 %. 55,1 % населения округа имеют немецкое происхождение, 6,1 % — норвежское, 6,0 % — ирландское, 5,1 % — американское. Испаноязычные составляли 4,09 % населения.
В составе 33,20 % из общего числа домашних хозяйств проживают дети в возрасте до 18 лет, 58,50 % домашних хозяйств представляют собой супружеские пары проживающие вместе, 8,20 % домашних хозяйств представляют собой одиноких женщин без супруга, 29,50 % домашних хозяйств не имеют отношения к семьям, 23,60 % домашних хозяйств состоят из одного человека, 9,60 % домашних хозяйств состоят из престарелых (65 лет и старше), проживающих в одиночестве. Средний размер домашнего хозяйства составляет 2,55 человека, и средний размер семьи 3,02 человека.
Возрастной состав округа: 25,20 % моложе 18 лет, 8,50 % от 18 до 24, 30,40 % от 25 до 44, 23,20 % от 45 до 64 и 12,60 % от 65 и старше. Средний возраст жителя округа 37 лет. На каждые 100 женщин приходится 98,40 мужчин. На каждые 100 женщин старше 18 лет приходится 96,80 мужчин.